# 장평순
장평순(張平淳, 1951년 1월 3일 ~ )은 대한민국의 기업인으로, 교원그룹의 전신인 중앙교육연구원을 설립하였다. 현재 ㈜ 교원, ㈜교원구몬, ㈜교원라이프, ㈜교원여행, ㈜교원인베스트 대표이사 및 교원그룹 회장을 겸하고 있다. 자신의 기업가 초기 시절 에피소드를 수필로 써서 발표하기도 하였다.

## 이력
1985년 대한민국 최고 교육기업 교원그룹의 전신인 '중앙교육연구원'을 설립하고
학교 진도에 따라 체계적으로 학습과정을 구성한 신개념 진도식 학습지 ‘중앙완전학습'을 발간하였다.
이후 빨간펜, 구몬학습, 올스토리 전집을 선보이면서 초등교육을 대표하는 교육 기업으로 자리 잡았다.
교육 기업으로는 유일하게 매출 1조원을 달성했으며,
2003년  생활가전·화장품 등 생활문화사업과 호텔·레저사업으로 사업을 확장하고
고객의 교육과 생활, 휴양을 책임지는 교육생활문화기업으로 성장했다.
2015년 11월 1일 창립 30주년을 맞아 장평순 회장은 “고객행복의 시작과 완성은 상품과 서비스에 있다. 고객행복을 키우는 100년 만들겠다.”는 비전을 밝혔다.

## 약력
- 1985년 : 교원 설립(구. 중앙교육연구원, 현 회장)
- 1990년 : 구몬학습 창간
- 1991년 : 교원교육(구. 교원) 설립(2005년 해당 회사와  교원 교원아카데미(구. 중앙아카데미) 3사 합병[3]), 빨간펜 창간
- 1996년 : 교원여행 설립
- 2002년 : 교원L&C 설립
- 현재  : 교원그룹 회장

## 상훈
- 1999년 국무총리 표창
- 2004년 대통령 표창
- 2007년 옥관 문화훈장